# ミツトヨ
株式会社ミツトヨ（英: Mitutoyo Corporation）は、神奈川県川崎市高津区に本社を置く世界有数の大手総合測定機器メーカー。ノギス、マイクロメータの日本国内シェアは約90%、日本国外でも高いシェアを占める。
社是は「良い環境　良い人間　良い技術」、社訓は「誠実　深慮　敢闘」。

## 主な取り扱い製品
- ノギス・マイクロメータ・ダイヤルゲージ・ハイトゲージ・デプスゲージ・内径測定器
- ブロックゲージ・校正機器
- 三次元測定機・画像測定機
- 表面粗さ測定機・輪郭形状測定器・真円度測定器
- 測定顕微鏡・対物レンズ・投影機
- 地震計
- 硬さ試験機
- リニアエンコーダ

## 沿革
- 1934年（昭和9年）- 創業者の沼田恵範がマイクロメータ国産化のため、現在の東京都大田区蒲田に研究所を開設。
- 1936年（昭和11年）- 蒲田に工場を開設。社名を三豊製作所とする。
- 1937年（昭和12年）- マイクロメータの国産化に成功。
- 1938年（昭和13年）- 株式会社に組織変更。
- 1940年（昭和15年）- 神奈川県川崎市高津区坂戸に溝の口工場を建設、マイクロメーターの生産を開始。
- 1944年（昭和19年）- 宇都宮工場を操業開始。
- 1945年（昭和20年）- 蒲田本社が戦火により焼失、本社を現在地（溝の口工場内）に移転。
- 1947年（昭和22年）- 広島研究所を開設。
- 1949年（昭和24年）- ノギスの生産を開始。
- 1959年（昭和34年）- 販売部門を三豊商事株式会社として分社化。広島工場が操業（研究所を吸収）。
- 1969年（昭和44年）- 三次元測定器の生産を開始。
- 1977年（昭和52年）- 広島⼯場のマイクロメータ部品加⼯⼯場として、株式会社⼤野⾒精密を高知県高岡郡大野見村（現・中土佐町）に設立。
- 1982年（昭和57年）- リニヤスケール専門工場として清原工場が操業開始。
- 1986年（昭和61年）- 株式会社三豊食品を設立。のち1992年に株式会社ミツトヨフーズに社名変更。
- 1987年（昭和62年）- 三豊商事を吸収合併し、商号を株式会社ミツトヨに変更。
- 1989年（平成元年）- ⼤野⾒精密を株式会社高知ミツトヨへ社名変更し、連結⼦会社化。
- 2004年（平成16年）- アカシ、明豊エンジニアリング、明旺技研を経営統合。
- 2022年（令和4年）
  - 7月1日 - 高知ミツトヨを吸収合併し、高知工場とする[1]。
  - 11月1日 - 高知工場を高知県香南市香我美町へ移転し、操業を開始[2]。

## ミツトヨロゴ
ミツトヨではMとyの文字が二重線になったロゴ（通称：ミツトヨロゴ）を製品に用いている（小さな製品には頭文字のMだけをとって表記されることもある）。
表記はローマ字で「Mitutoyo」であり、「ツ」の部分が「tsu」にはならない。英語での発音はミツトヨよりミトゥトヨに近い。
その他にも、今はあまり使われないが、瓢箪マークというものがあり、ミツトヨ（三豊）の社名の由来でもある「仏・法・僧」「天・地・人」「智・仁・勇」の３つの組み合わせが３つの合わさったという意味合いで３つの瓢箪が合わさったマークが使われることもある（社章ではない）。なお、この瓢箪は、三豊の「豊」から豊臣秀吉の千成瓢箪を連想して作られたものといわれている。

## 仏教との関わり
創業者の沼田恵範が仏教伝道のために「ザ・パシフィック・ワールド」を刊行するも、資金難のため廃刊。そこから、継続的な仏教伝道のために資金源が必要であることを学び、工業化が進む日本において基幹技術となる測定器に着目した。「科学技術による貢献」と「仏教布教による貢献」の2つの柱で社会貢献することを目的とし、前身となる三豊製作所を設立する。「三豊」の名は、3つの漢字からなる熟語の天地人、智仁勇に仏教用語の仏法僧を加えた3つに由来する。
仏教伝道協会を作り、世界各国に無償で配布（日本でもホテルや旅館で読むことが可能）したり、ミツトヨフーズでは僧侶のタンパク源である湯葉や湯葉関連商品（湯葉スムージーなど）を生産・販売している。
仏教伝道には測定器メーカーの親会社のミツトヨとしても力を入れており、会社案内のパンフレットに仏教の話が書かれていたり、社内の行事で仏教の大切さ・祖先を敬う心を育むことを目的として、月に1回「祖先祭」という行事を行っている。

## 不祥事・事件

### 不正輸出
2006年（平成18年）8月26日、同社が核開発に転用可能な三次元測定器数台を、現地法人や子会社を通じマレーシア、シンガポール、イラン、リビアに不正に輸出していたことが判明し、当時の社長など4名が逮捕された。不正輸出された設備の総数は3000台を超える。

## 歴代社長
- 沼田恵範（1938 - ）‐ 創業者。仏教家。仏教伝道協会創立者。
- 片山準三（1968 - ）‐ 広島県本郷町出身、呉第一中学、海軍兵学校（48期首席入学）、旧制第一高等学校を経て東京帝国大学電気工学科卒、富士電機製造元専務。1978年没。早川万一の娘婿[3][4][5]。
- 沼田智秀（1971 - ）‐ 恵範の子。1937年生、2017年没。早稲田大学卒。1985年よりミツトヨ会長、2007年同相談役。1985年より仏教伝道協会会長。
- 沼田惠照（1985 - ）‐ 智秀の弟。東京大学工学部精密工学科卒。
- 高辻乗雄（1995 - ）‐ 2006年、前述した不正輸出事件により外為法違反で逮捕、求刑4年。日本精密測定機器工業会会長。1935年生、慶応大法学部卒。
- 手塚和作（2001 - ）‐ 高辻乗雄とともに逮捕・求刑3年半。1939年生、中央大工学部卒。
- 沼田智秀（2006 - ）
- 坂本仁（2007 - ）‐ 明治大学工学部卒[6]。
- 中川徹（2009 - ）‐ 1949年生。
- 沼田恵明（2017 - ）‐ 沼田智秀の長男。1965年生。米国ノースカロライナ大学卒、リコーを経て1998年ミツトヨ入社後、取締役、ドイツミツトヨ、米国ミツトヨ、常務、営業本部長、代表取締役専務執行役員。[7]